# 查卡布科 (布宜諾斯艾利斯省)

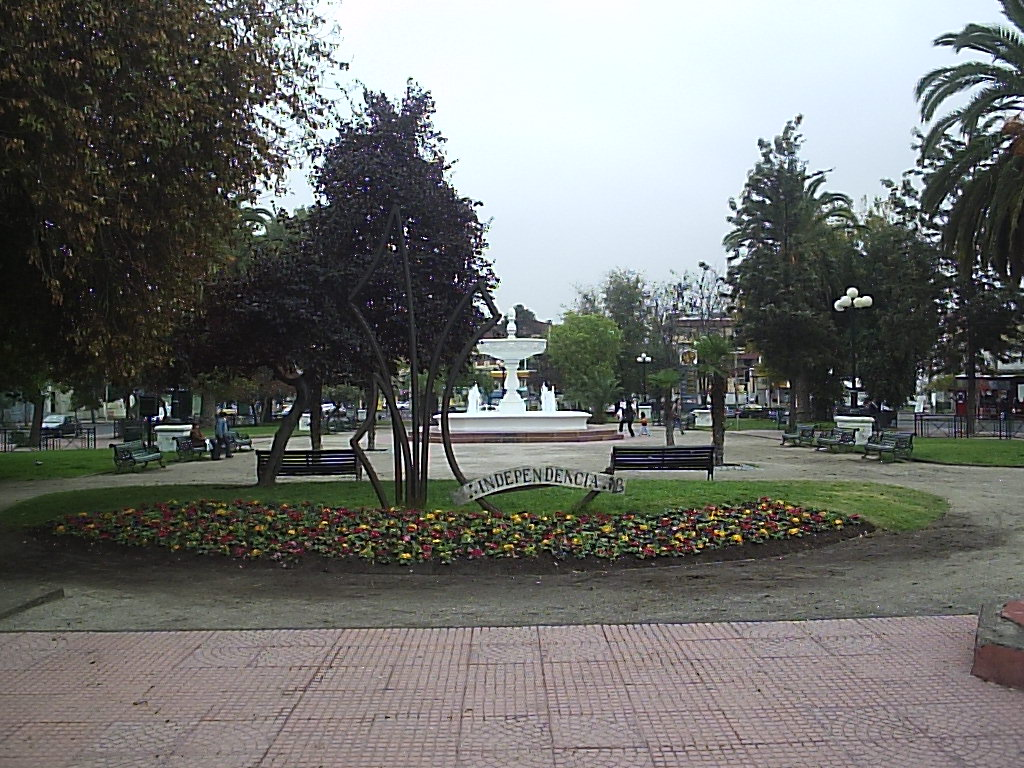
查卡布科

查卡布科是阿根廷的城鎮，位於該國東北部，由布宜諾斯艾利斯省負責管轄，始建於1865年8月5日，面積2,278平方公里，海拔高度68米，2012年人口39,371。

## 外部連結
- Página del intendente
- Sitio federal
- ViveChacabuco